# Silene undulata
Silene undulata är en nejlikväxtart. Silene undulata ingår i släktet glimmar, och familjen nejlikväxter.

## Underarter
Arten delas in i följande underarter:
- S. u. polyantha
- S. u. undulata

## Bildgalleri

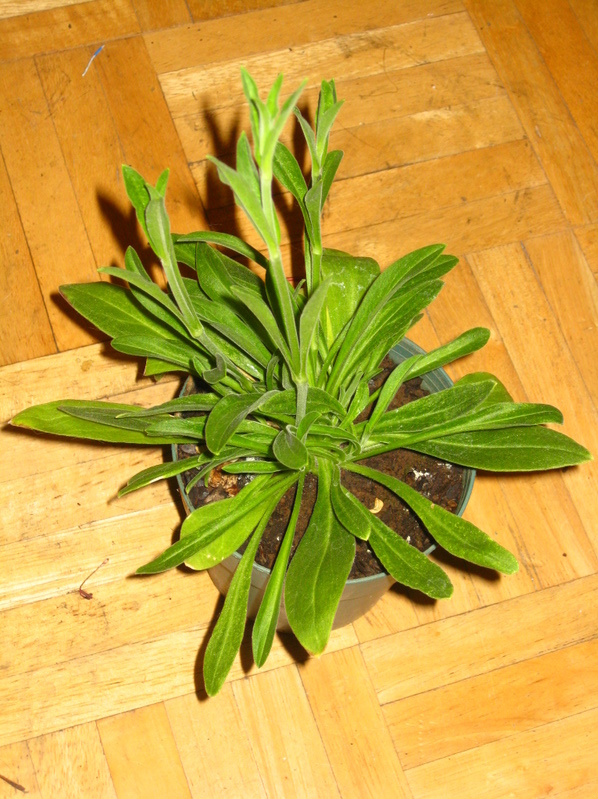
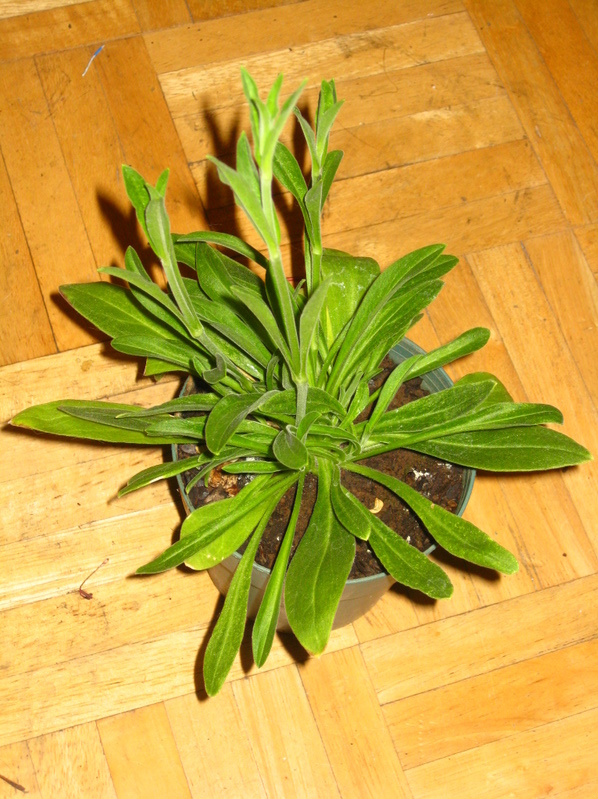